# Gender

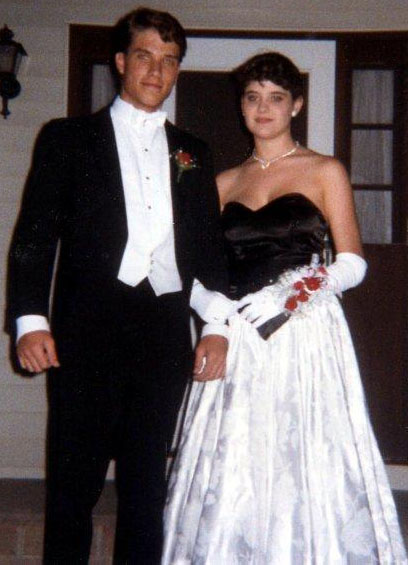
Mężczyzna i kobieta w uroczystych strojach europejskich

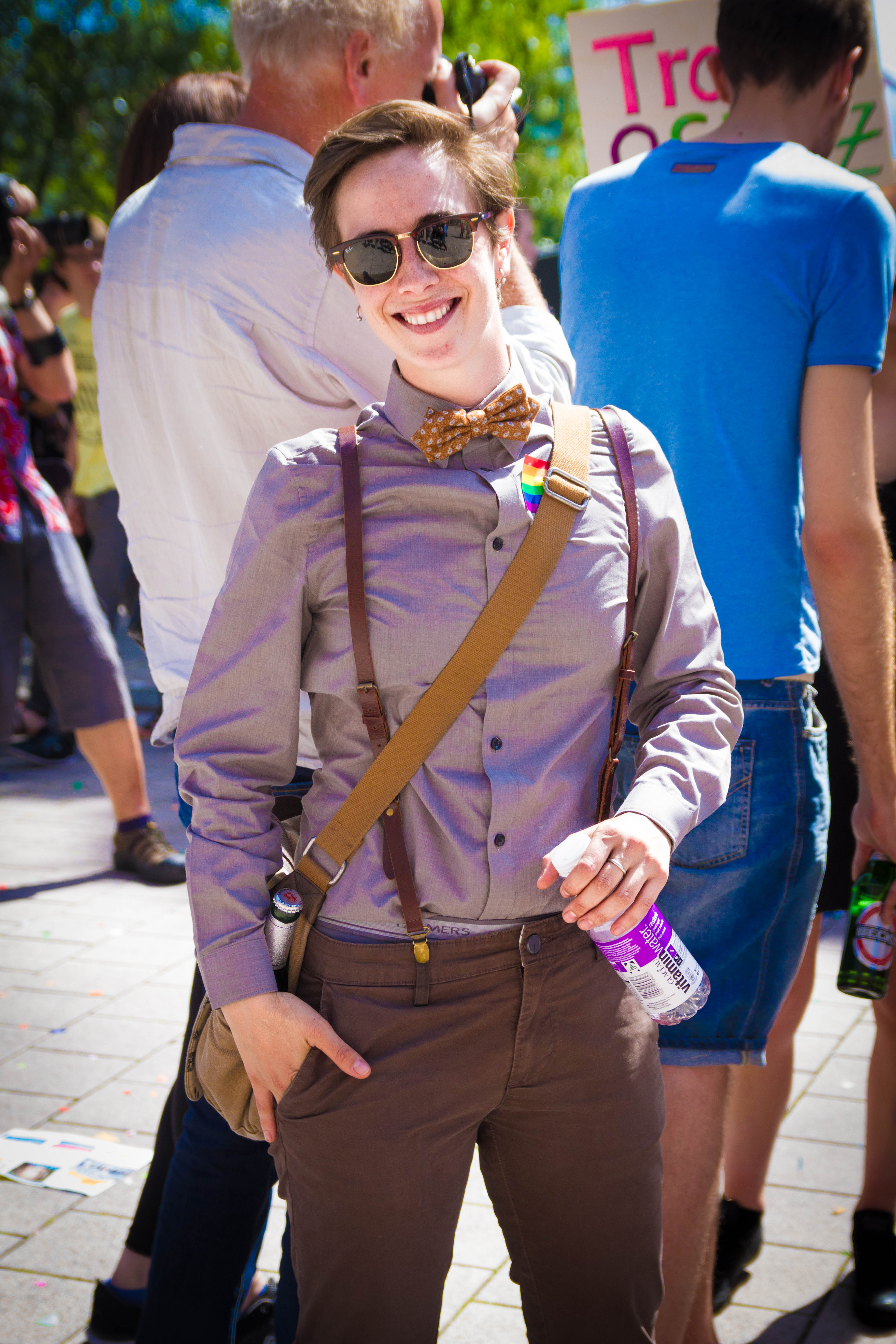
Przykład osoby genderqueer, czyli takiej, która nie identyfikuje się ani jako kobieta, ani jako mężczyzna.

Gender (ang. gender, czyt. dżender; płeć kulturowa, płeć społeczna, płeć kulturowo-społeczna, płeć/rodzaj, czasami także jako płeć psychologiczna lub psychiczna) – zespół zachowań, norm i wartości przypisanych przez kulturę do każdej z płci. Jest to suma cech osobowości, stereotypów i ról płciowych, rozumianych w danym społeczeństwie jako kobiece lub męskie, przyjmowanych przez kobiety i mężczyzn w zakresie danej kultury w drodze socjalizacji, niewynikających bezpośrednio z biologicznych różnic w budowie ciała między płciami, czyli dymorfizmu płciowego.
Gender, czyli kulturowy składnik tożsamości płciowej, przekazywany jest poszczególnym jednostkom w sposób performatywny, czyli poprzez uczenie się, odgrywanie i powtarzanie zachowań innych osób tej samej płci. Na płeć społeczną składać się może np. sposób ubierania się, sposób zachowania, oczekiwane funkcje w ramach społeczeństwa, sprawowana władza itp. Gender odróżnia się tym od płci biologicznej (ang. sex), czyli sumy cech fizycznych i zachowań seksualnych wynikających z odmiennych funkcji i ról obu płci w procesie rozmnażania płciowego.
Zgodnie z definicją Światowej Organizacji Zdrowia (WHO): „gender odnosi się do społecznie skonstruowanych cech kobiet i mężczyzn – takich jak normy, role i relacje między grupami kobiet i mężczyzn oraz między nimi. Różni się ona w zależności od społeczeństwa i może podlegać zmianom. Chociaż większość ludzi rodzi się albo jako mężczyźni, albo jako kobiety, uczy się ich odpowiednich norm i zachowań – w tym sposobu, w jaki powinni współdziałać z innymi osobami tej samej lub przeciwnej płci w gospodarstwach domowych, społecznościach i miejscach pracy. Kiedy jednostki lub grupy nie pasują do ustalonych norm płci, często spotykają się z napiętnowaniem, praktykami dyskryminacyjnymi lub wykluczeniem społecznym”.
Stosowanie słowa „gender” do określenia kulturowo nabytych różnic między kobietami i mężczyznami zapoczątkował John Money, który w roku 1955 w swojej publikacji użył sformułowania gender role. W kolejnych latach pojęcie było coraz częściej stosowane w literaturze z zakresu nauk społecznych, sztuki i nauk humanistycznych. Obserwuje się też tendencję do poszerzania znaczenia słowa gender o biologiczne kryteria płci.
Studia wyższe i badania naukowe nad społeczno-kulturową tożsamością płciową prowadzi się w ramach nauk społecznych, w szczególności także w dyscyplinie gender studies, która nie jest jednak w Polsce formalnie rozpoznaną dyscypliną naukową. Kierunek ten powstał w Stanach Zjednoczonych w latach 80. XX wieku. Obecnie można go odnaleźć również na uczelniach w Polsce.

## Etymologia
Określenie gender pochodzi pośrednio od łacińskiego słowa genus przez starofrancuskie gendre i angielskie gender. W języku angielskim słowo gender jest powszechnie używane w dwóch znaczeniach: „rodzaj gramatyczny” (masculine, feminine i neuter – męski, żeński i nijaki) oraz „płeć”.

## Ontologia gender

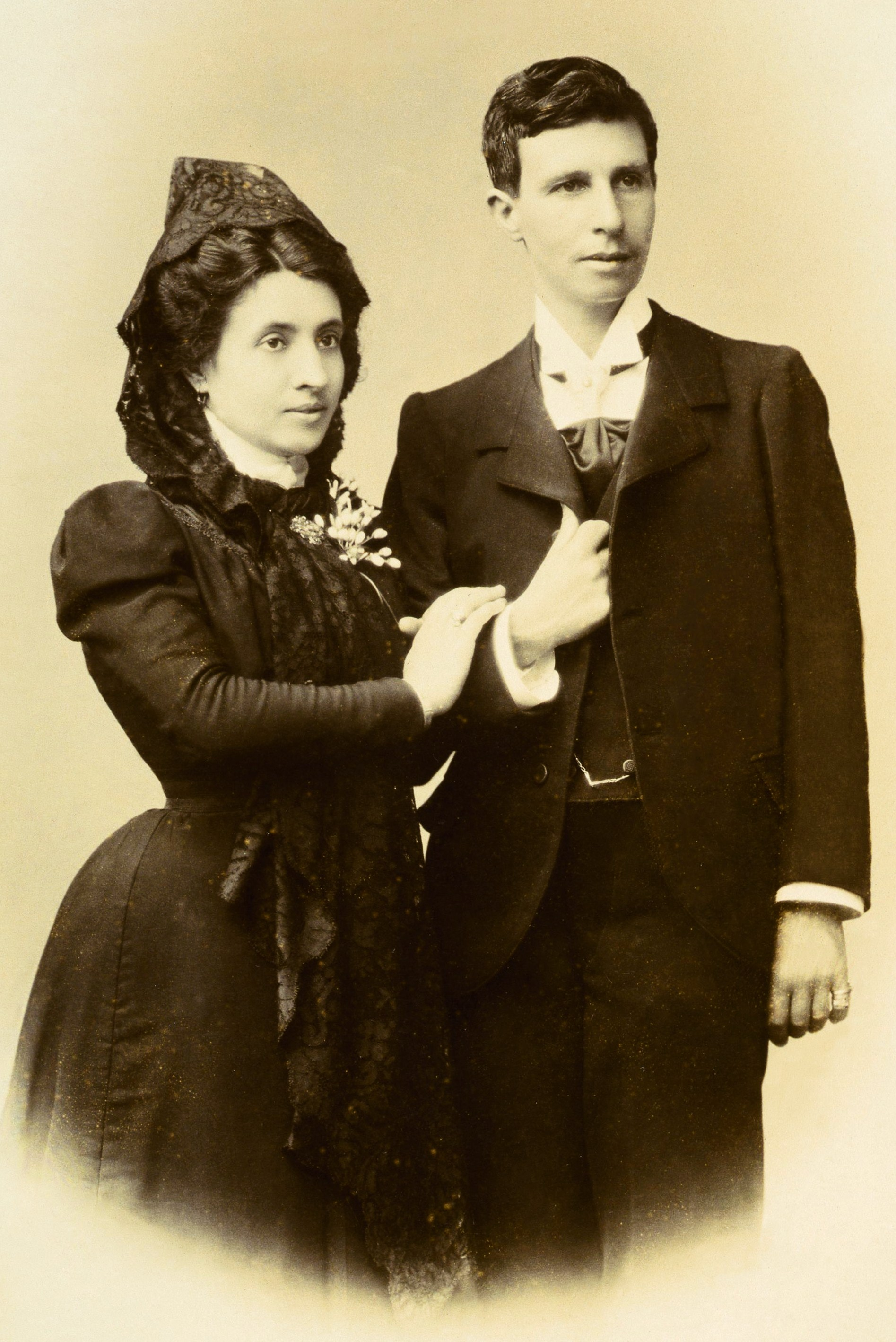
Zdjęcie dwóch kobiet po ślubie (1901 r.), pierwsza w stroju uznawanym za kobiecy, druga w stroju uznawanym za męski.

### Zagadnienie istnienia „kobiecości” i „męskości”.
W historycznym przekroju refleksji nad płciowością wyróżniają się dwa podstawowe paradygmaty: esencjalizm i konstruktywizm. Zamykają one klamrę, wewnątrz której przeobrażają się koncepcje istnienia męskości i kobiecości.

#### Esencjalizm
Ujęcie esencjalistyczne widzi odrębne płciowości, wraz z wszelkimi ich przymiotami, w sposób naturalistyczny. W płci biologicznie męskiej lub żeńskiej zawarta jest esencja, natura – odpowiednio – męskości lub kobiecości. Te odmienne istoty określone są poprzez stałe i właściwe im zestawy cech, wyrażane w całokształcie przejawów życia osób danej płci. Społeczno-kulturowy wymiar płciowości kształtowany jest tu poprzez determinujący wpływ bodźców biologicznych, tworząc naturalną i nierozłączną psychofizyczną jedność.
Stanowisko to, znamienne dla kultury europejskiej od jej początków, zaakcentowane zostało w XX-wiecznej socjobiologii i psychologii ewolucyjnej. Podtrzymanie jego kontynuacji przypisuje się kręgom konserwatywno-prawicowym.

#### Konstruktywizm
Od lat 60. XX wieku rozwijał się, zasadniczo opozycyjny wobec esencjalizmu, paradygmat konstruktywistyczny. Ujawnił on niestałe sposoby istnienia typów płciowości kulturowej, zarówno w okresach historycznych, jak i wewnątrz współczesnych sobie społeczności. Nurt ten ukazał kobiecość i męskość jako pewne modele, projekty powstałe w wyniku nałożenia na płeć biologiczną – ludzkich wyobrażeń, oczekiwań i oznaczeń. Ich celem jest ukształtowanie tylko dwóch odrębnych rodzajów człowieka, dwóch społecznych płciowości. Na bazie odmiennych narządów płciowych, wytwarza się podwójne schematy zobrazowane w sferach: nazewnictwa, gramatyki, charakteru, zdolności intelektualnych, gestów i zachowań, wyglądu i sylwetki, ubioru, upodobań, ról społecznych i zawodowych. Konstruktywiści zwrócili także uwagę na nieoczywistość społecznie ustalonego definiowania płciowości oraz rozumienia jej fizycznego wymiaru. Zastrzeżenia te odnoszą się m.in. do uznania dla istnienia dwóch odrębnych płci i typów genderowych jako normy oraz do upłciowienia ciała (gendered body), które w niemal każdym swym fragmencie staje się oznaką wskazującą jedną z płci biologicznych. Ostateczne podważenie statusu istnienia kategorii gender ujawniło się w wykazaniu sztuczności i iluzoryczności pojęć „kobiecość” oraz „męskość”, fikcyjności ich rozróżnienia, skutkiem czego wskazuje się na ich usunięcie. Odrzucenie kategoryzacji genderowej pojawia się w postawie agenderowej, postpłciowości oraz w praktykach wobec osób interseksualnych.

## Badania nad płcią kulturową
Autorzy publikacji, opierając się o anegdotyczne obserwacje i niesystematyczne studia przypadków, dochodzą do wniosku, że mężczyźni i kobiety skrajnie różnią się od siebie, np. porozumiewają się w zupełnie odmienny sposób. Jednakże zgodnie z obszernymi badaniami psychologicznymi mężczyźni różnią się od kobiet nieznacznie i porozumiewają się w taki sam sposób. Dorosłe kobiety potrafią nieco lepiej rozpoznawać emocje na podstawie obserwacji twarzy, ale różnice te nie występują u nastoletnich ludzi. Nie wiadomo jednak, czy obserwowalne różnice w zachowaniu pomiędzy kobietami i mężczyznami są wrodzone, czy też mają podłoże kulturowe. Wiele pośrednich dowodów, np. wyniki Testu Skojarzeń Utajonych, badania nad efektem Proteusza, ankiety przeprowadzone wśród naukowców itp. sugerują, że ludzie mają silną, w dużej mierze nieuświadomioną skłonność do postępowania zgodnie z przekonaniami co do własnej tożsamości. W związku z tym kobiety i mężczyźni nieświadomie dopasowują swoje zachowania zgodnie z obowiązującym w danej kulturze stereotypami płciowymi, np. wybierając specyficzne dla płci zawody.
Niektórzy badacze i badaczki zajmujący się naukami neuronalnymi twierdzą, że obserwowalne różnice w budowach mózgu kobiet i mężczyzn stanowią dowód na istnienie wrodzonych różnic międzypłciowych. Jedną z tych badaczek jest neuropsychiatra, Louann Brizendine, autorka książki The Female Brain. Jej publikację szeroko skrytykowano, a autorkę posądzono o manipulowanie danymi, wybiórczość i szerzenie stereotypów. Współczesna nauka nie potrafi szczegółowo wyjaśnić, w jaki sposób różnice w budowie mózgu mogłyby u ludzi wpływać na ich zachowanie, dlatego próby usprawiedliwiania różnic pomiędzy płciami w ten sposób są postrzegane jako dalece hipotetyczne i neuroseksistowskie. Wielkość różnic w budowie mózgów kobiet i mężczyzn często jest wyolbrzymiana w literaturze. Badania obrazowe mózgu wykonuje się często na niewielkich grupach ludzi, przez co są one niereprezentatywne przy ocenie różnic w budowie mózgu pomiędzy przedstawicielami płci. Zbiorcze analizy tego typu badań wykazały, że nie ma żadnych znaczących różnic w wielkości spoidła wielkiego w mózgach kobiet i mężczyzn oraz brak jest dostrzegalnych różnic w strukturach językowych, chociaż pojedyncze badania wskazywały na taką różnicę. Nie wiadomo też, czy niewielkie różnice w budowie mózgu kobiet i mężczyzn wynikają z działania hormonów płciowych, czy też są związane z faktem, że mózgi kobiet są średnio nieco mniejsze od mózgów mężczyzn, ponieważ kobiety mają średnio nieco mniejszą masę ciała. Wpływ hormonów na mózg i ciało człowieka jest skomplikowany i nie do końca poznany, dlatego próby wyjaśniania różnic pomiędzy płciami za pomocą podobnej argumentacji są dalece hipotetyczne.

### Socjalizacja dzieci ze względu na płeć
W kulturze zachodniej socjalizacja dzieci ze względu na płeć jest bardzo uwypuklona, dzieci zachęcane są do aktywności typowych dla ich płci, ponadto rodzice stosują częściej kary cielesne w stosunku do chłopców. Na podstawie analizy podręczników dla szkół podstawowych, przygotowanych przez dwóch wydawców z USA, można było zauważyć, że liczba postaci męskich przewyższała liczbę postaci kobiecych. Ponadto, męskie postacie były częściej przedstawiane jako agresywne, kłótliwe i skłonne do rywalizacji, podczas gdy postacie kobiece częściej charakteryzowały się cechami takimi jak czułość, wyrazistość emocjonalna oraz bierność. Stereotypy płciowe, ale też rasowe, szczególnie negatywne, mają wyraźny wpływ na osiągnięcia, np. stereotyp o mniejszych kompetencjach matematycznych dziewczynek i kobiet wpływa negatywnie na rzeczywiste osiągnięcia w tej dziedzinie.

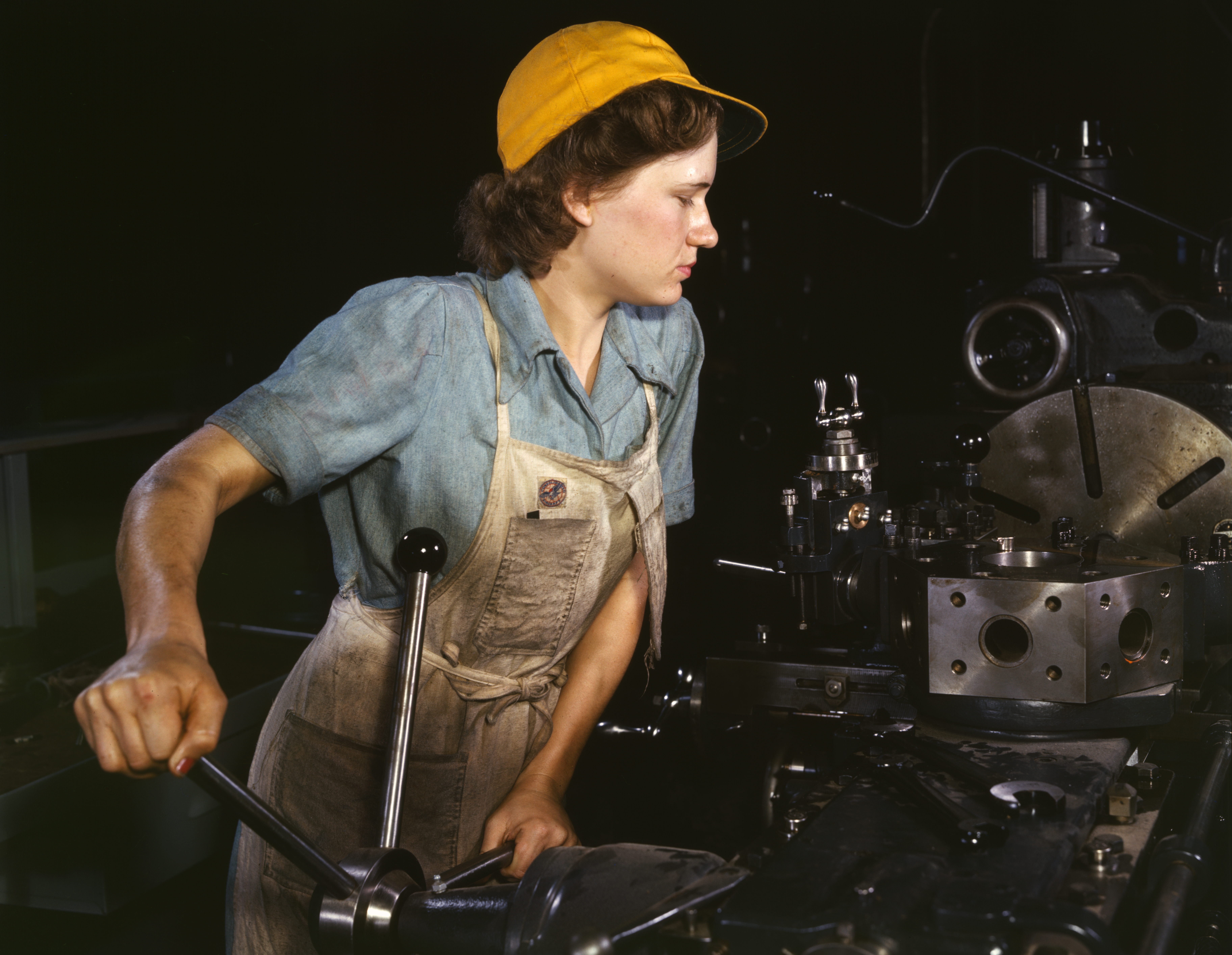
„Rózia Nitowaczka” była ikonicznym symbolem amerykańskiego frontu w czasie II wojny światowej i odejściem od restrykcyjnych, „kobiecych” ról płciowych z powodu wojennej konieczności

## Role płciowe

### Rozwój pojęcia ról płciowych
Badania nad rolami płciowymi, czyli osobnymi funkcjami, jakie w ramach społeczeństwa przeznacza się kobietom i mężczyznom, pojawiły po raz pierwszy się w latach 50. i 60. XX wieku w ramach funkcjonalistycznej szkoły socjologii. Funkcjonaliści wyobrażali społeczeństwo jako zbiór elementów powiązanych ze sobą wzajemnymi zależnościami, dążący do dynamicznej równowagi. W zbiorze tym role i pozycje społeczne odgrywały podstawową rolę. Amerykański socjolog Talcott Parsons opisywał różnice pomiędzy ekspresywnymi (emocjonalnymi) rolami kobiecymi i instrumentalnymi (planowymi) rolami męskimi, badał też sposób, w jaki dzieci uczone są tych ról. Był on pierwszym naukowcem badającym te role, jego analizy nie wykraczały jednak poza badania „idealnej rodziny” amerykańskiej z epoki powojennego dobrobytu (np. wystarczająco zasobnej, aby utrzymać się tylko z dochodu mężczyzny, co nie było możliwe gdzie indziej). Teorie funkcjonalistyczne nie kwestionowały też istnienia równowagi społecznej, przyjmowanej za pewnik, co nie pozwalało wyjaśnić np. dlaczego instrumentalne role są w społeczeństwach zachodnich traktowane jako bardziej ekonomicznie wydajne niż ekspresywne.
Badania antropologiczne nad rolami płciowymi zostały zapoczątkowane w latach 60. przez Margaret Mead. Badając społeczności plemienne Nowej Gwinei zauważyła ona, że role przyjmowane przez kobiety i mężczyzn różnią się pomiędzy społeczeństwami, i to, co społeczeństwa Zachodu uważają za „męskie”, badane przez nią nowogwinejskie społeczności mogą traktować jako „kobiece”, i na odwrót. W niektórych z badanych przez nią społecznościach kobiety przyjmowały role dominujące, a mężczyźni podporządkowane, w niektórych natomiast role płciowe, łącznie z wychowywaniem dzieci, dzielone były po równo między obie płcie.
Proces socjalizacji, czyli uczenia się i poznawania samego siebie przez interakcję z innymi, został opisany przez psychologa i socjologa George’a Herberta Meada. Według badacza, proces ten rozpoczyna się niedługo po urodzeniu, gdy dziecko uczy się wykonywać czynności przez naśladowanie ruchów rodziców, i trwa przez całą młodość. Zdaniem Meada, końcowym momentem socjalizacji jest zdolność wyobrażania sobie siebie z punktu widzenia innych, wymagająca myślenia abstrakcyjnego, czyli jaźni odzwierciedlonej. W odniesieniu do ról płciowych zjawisko to zostało opisane przez Ann Oakley, autorkę terminu gender używanego do opisu społecznych klasyfikacji tego, co definiuje się jako męskie lub kobiece (termin został zapożyczony z pracy psychologa Roberta Stollera). Oakley twierdziła, że płeć biologiczna (różnice w budowie ciała) jest podstawą do przypisania osoby do konkretnej płci, twierdząc zarazem, że sposób rozumienia tego, czym jest płeć, zależy od kultury, w której odbywa się socjalizacja. Zdaniem Oakley, nauka ról płciowych rozpoczyna się już we wczesnym dzieciństwie poprzez wyrażane przez rodzinę oczekiwania zachowań typowych dla chłopców lub dziewczynek, a później rozwijana jest w środowisku rówieśników i w procesie edukacji.

### Teorie dotyczące ról płciowych
Część badaczy skłania się ku poglądowi, że cechy płci są konstruowane na zasadzie kontrastu, polaryzacji „kobiece”–„męskie”. Eric Walter Rothenbuhler uważa, że cechy uznawane za genetycznie przypisane kobiecie lub mężczyźnie wynikają z uwarunkowania kulturowego lub presji społecznej. Wiele cech rzekomo „kobiecych” i „męskich” i mających pochodzić z różnic biologicznych teoria gender uważa za ukształtowane w ramach wychowania i socjalizacji.
Uchodzący za twórcę pojęcia ról płciowych John William Money przeprowadził eksperyment, który miał dowodzić, że bezpośrednio po urodzeniu rozwój psychoseksualny jest neutralny, a zainteresowania erotyczne i orientacja nie są zależne od genów oraz hormonów. Na wykształcenie roli płciowej miałby wpływ wygląd właściwie wykształconych narządów płciowych. Przypadek nazwany John/Joana to wieloletni eksperyment na dziecku urodzonym jako chłopiec, któremu w wyniku nieprawidłowego zabiegu usuwania stulejki w efekcie błędu medycznego całkowicie zniszczono prącie. Pod wpływem sugestii Moneya dziecko zostało poddane zabiegom chirurgicznym polegającym na usunięciu jąder i wymodelowaniu sromu. Rodzice starali się wychowywać dziecko jako dziewczynkę. John Money przedstawiał doświadczenia jako sukces i potwierdzenie teorii o możliwości kształtowania roli płciowej niezależnie od płci genetycznej. Raporty z badań zostały opublikowane w roku 1972 – Man and Woman, Boy and Girl i 1975 – Sexual Signatures: On Being a Man or Woman. Treść raportów wpłynęła na teorię i praktykę w psychologii, socjologii oraz women’s study. Jednakże wywiady przeprowadzone w latach 1994–1995 z pacjentem i jego rodziną nie potwierdziły sukcesu opisanego przez Moneya. Reimer odrzucił kobiecą tożsamość, cierpiał z powodu depresji i ostatecznie popełnił samobójstwo.
Judith Butler, twórczyni pojęcia performatywność płci, w książce Undoing Gender zauważyła, że oponenci teorii gender traktują przypadek Davida Reimera, jako dowód na słuszność teorii esencjalistycznej i pretekst do krytyki teorii gender. Zdaniem zwolenników teorii gender przypadek Reimera dowodzi tylko tego, że nie należy nikogo zmuszać do przyjęcia jakiejś tożsamości płciowej. Przypadek Reimera odgrywa ważną rolę dla ruchu osób interseksualnych, które protestują przeciwko operacjom korekcji płci dokonywanych na tych dzieciach, których genitalia mają niejednoznaczne cechy płciowe (ang. mixed genital attributes).
Część przeciwników teorii gender dowodzi, że część uzdolnień intelektualnych i manualnych, różnych dla różnych płci, przypisywanych przez teoretyków gender uwarunkowaniom kulturowym, pojawia się już w niemowlęctwie i wczesnym dzieciństwie, a nawet w życiu prenatalnym, gdy nie może być mowy o kulturowych uwarunkowaniach. Zwracają też uwagę, że w krajach realizujących od lat programy równościowe, m.in. w Norwegii, w praktyce zawody pojmowane tradycyjnie jako męskie, nadal zdominowane są przez mężczyzn, a kobiece – przez kobiety.
Według polskiego Pełnomocnika Rządu do spraw Równego Statusu Kobiet i Mężczyzn pojęcie gender odnosi się głównie do równości płci, nie negując jednak różnic między kobietami i mężczyznami ani samego znaczenia płci biologicznej.

### Ideologie gender
Jednym z obszarów badawczych jest wpływ ideologii gender na różne elementy życia społecznego. Autorzy badań wyróżniając ideologie gender: tradycyjną, przejściową i egalitarną, wykazują, że poczucie uczciwości i jakości małżeństwa zależy od wyznawanej przez małżonków ideologii. Od przyjmowanej ideologii gender zależy także podział obowiązków domowych i związane z nim odczucie niesprawiedliwości. Odczuwanie niesprawiedliwości jest powiązane z egalitarną ideologią gender żon. Tradycyjna ideologia gender wiąże się z wykonywaniem bezpłatnych prac domowych przez kobiety i pracy zarobkowej poza domem przez mężczyzn. Odejście od tego modelu jest powiązane ze zwiększoną częstością rozpadu małżeństw. Badane są także zmiany ideologii gender w czasie, a także ich zróżnicowanie geograficzne.

## Gender w antropologii

### Opozycjakobieta-mężczyzna

#### Natura-kultura
Opozycja natura-kultura bazuje na strukturalistycznej perspektywie Claude Lévi-Straussa. Amerykańska antropolog kulturowa Sherry Ortner porównała opozycję kobieta-mężczyzna do opozycji natura-kultura. Kulturę określa ona jako proces wspólnego tworzenia, a następnie podtrzymywania systemu znaków służących do komunikacji (np. słów, symboli, artefaktów itp.). Za pomocą tego systemu znaków ludzkość dąży do opisania i podporządkowania sobie przyrody, manipulując naturą dla własnych potrzeb i korzyści. Tego typu działalność opisująco-podporządkowująca identyfikowana jest z płcią męską, kojarzoną w większym stopniu z uczestnictwem w rozwoju kultury (twórczości, nauki itp.). Kobietę natomiast utożsamia się z naturą, ponieważ przez swoją fizjologię i funkcje rozrodcze jest bardziej zaangażowana w życie gatunku, czemu zmuszona jest poświęcić znacznie więcej swojego czasu. Ciało kobiety i jego funkcje pozwalają przypisać jej zatem role społeczne, które są niższe rangą. Tym samym Ortner ukazuje podrzędną rolę kulturową kobiet względem mężczyzn, w ramach której kobietom przypisywana jest podległość – tak samo jak podległa jest natura względem kultury.

#### Domowe-publiczne
Powyższą opozycję można również odnieść do innej – domowe („prywatne”) – publiczne, omówionej zazwyczaj w perspektywie strukturalno-funkcjonalistycznej. Według literaturoznawczyni Michelle Rosaldo kobieta przyporządkowywana jest do sfery życia domowego, której głównym zadaniem jest zajmowanie się pracami domowymi: sprzątaniem, gotowaniem, wychowywaniem dzieci. Mężczyzna zaliczany jest do sfery publicznej (polityczno-prawnej), czyli do sfery społecznej; odpowiedzialny jest za kontakty ze światem i bezpieczeństwo rodziny, ponieważ z reguły zajmuje ważne funkcje rytualne bądź polityczne.

#### Reprodukcja-produkcja
Opozycja reprodukcja-produkcja czerpie swoje założenia z marksistowskiej teorii płci kulturowej, rozwijając teorie stosunków reprodukcji. Karol Marks używa tych kategorii do opisu jednolitego procesu społecznego, Friedrich Engels natomiast traktuje je jako dwa aspekty procesu produkcji społecznej – pomnażania środków materialnych i rozmnażania ludzi:
Kobiety związane są z pojęciem reprodukcji: biologicznej (rozmnażanie biologiczne), społecznej (przedłużenie trwania systemów społecznych) i siły roboczej (codzienne utrzymanie siły roboczej). Wydawanie na świat potomstwa i „praca w domu” to główne czynności reprodukcyjne przypisywane kobietom, mężczyźni natomiast związani są z produkcją dóbr materialnych, czyli z wytwarzaniem towarów do obrotu ekonomicznego.

### Teoria patriarchatu
Koncepcja patriarchatu według Sylvii Walby ukazuje męską dominację w różnych sferach: płatnej pracy, podziału prac domowych, seksualności, państwa i innych instytucji społeczeństwa obywatelskiego, głównie związanego z kulturą i męską przemocą. Ten system patriarchalnych relacji oddziałuje w zgodny sposób z systemem stosunków kapitalistycznych, choć czasem pozostają ze sobą w konflikcie:

Na przykład kapitalistyczny trend włączania kobiet do siły roboczej, szczególnie w czasach, gdzie brakowało rąk do pracy, jak było podczas dwóch wojen światowych, ponieważ w konflikcie z męskim pragnieniem utrzymania kobiety pod kontrolą poprzez ograniczanie jej sfery działalności do prac domowych

Następnie wyznaczyła przejście od patriarchatu prywatnego do publicznego; pierwszy odnosi się do kontrolowania przez mężczyzn pojedynczych kobiet wewnątrz rodziny, drugi natomiast miał zaowocować równością płci, co nie do końca udało się osiągnąć. Walby wprowadza również pojęcie reżimu płci odnoszące się na początku XX wieku do socjalizacji szkolenia w zakresie wykonywania czynności domowych.

## Kontrowersje w Polsce
Tę sekcję należy dopracować:

przedstawiono sytuację tylko z polskiej perspektywy – sekcja powinna być przekrojowa.
Pomóż ją poprawić. Na stronie dyskusji mogą znajdywać się pomocne komentarze.

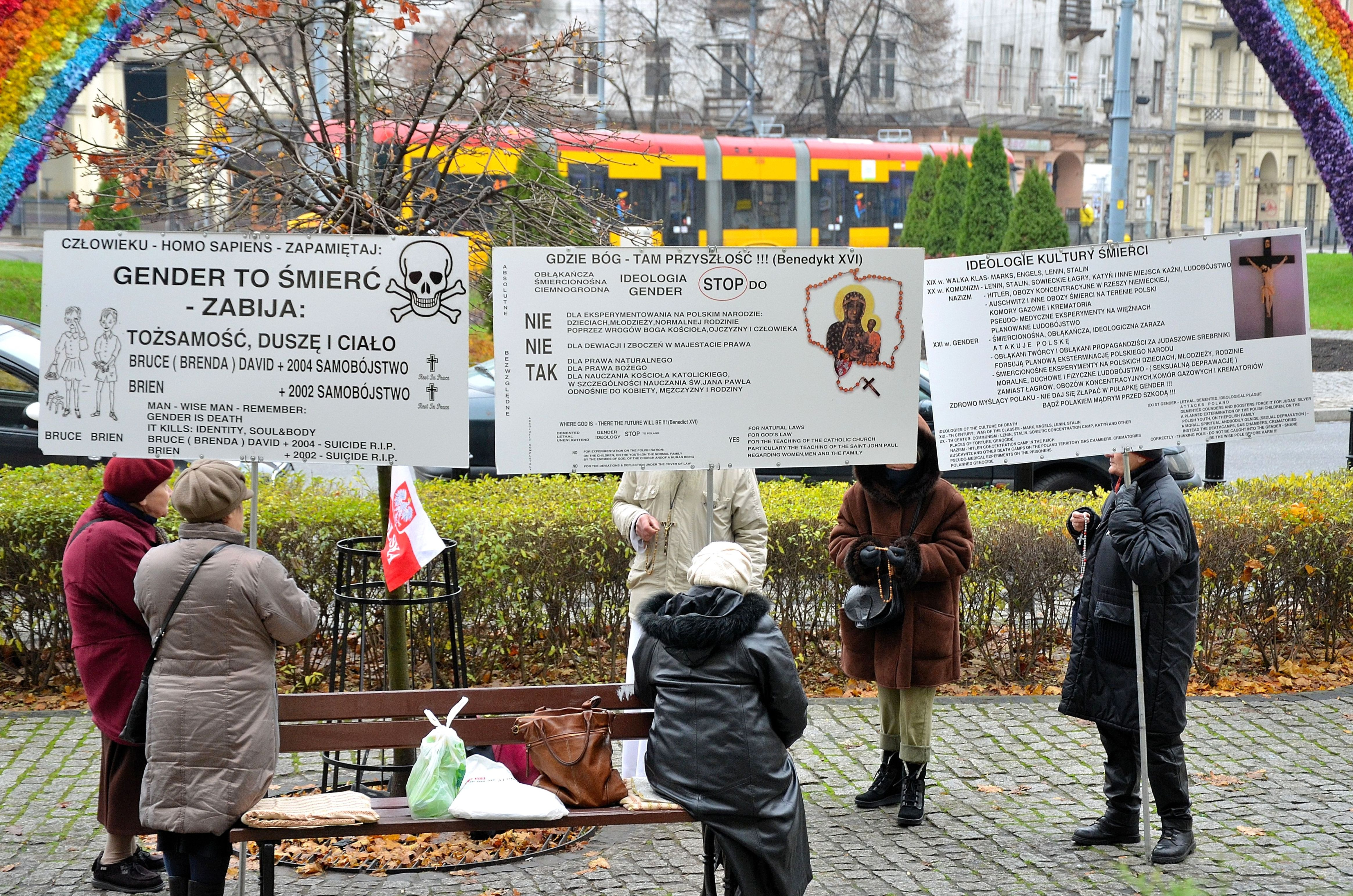
Pikieta modlitewno–edukacyjna przeciwników ideologii gender na placu Zbawiciela w Warszawie (2014)

Pod koniec 2012 roku w Polsce opublikowano obszerne przemówienie papieża Benedykta XVI, stanowiące podsumowanie roku w Kościele. W tym przemówieniu Benedykt XVI przypomniał wypowiedź Simone de Beauvoir:
—  Simone de Beauvoir 
Odnośnie tych słów papież zauważył:

Te słowa dały podwaliny tego, co dzisiaj pod hasłem "gender" jest przedstawiane jako nowa filozofia seksualności. Płeć, zgodnie z tą filozofią, nie jest już pierwotnym faktem natury, który człowiek musi przyjąć i osobiście wypełnić sensem, ale rolą społeczną, o której decyduje się autonomicznie, podczas gdy dotychczas decydowało o tym społeczeństwo.

Teoria ta, zdaniem papieża, zawiera "głęboki błąd" i pobudza człowieka zaprzeczać swojej własnej naturze.
Michał Kleiber, w latach 2007–2015 prezes Polskiej Akademii Nauk, w latach 2006–2010 doradca prezydenta Lecha Kaczyńskiego, w wywiadzie radiowym uznał, że „zamiana nauki w ideologię jest szkodliwa”. Zachęcając do dalszych studiów nad płcią kulturową skrytykował „pochopne przenoszenie powstających teorii na grunt społeczny”.
Krytycznie przez członków Komitetu Nauk Pedagogicznych PAN został oceniony poradnik dla nauczycieli przedszkolnych „Równościowe przedszkole. Jak uczynić wychowanie przedszkolne wrażliwym na płeć” napisany przez Annę Dzierzgowską, Joannę Piotrowską i Ewę Rutkowską z Towarzystwa Edukacji Antydyskryminacyjnej (poradnik jest w mediach określany jako „program”). W konkluzji opinii autorstwa dr hab. Józefy Bałachowicz na temat tego opracowania zostało ono określone jako „w wielu miejscach sprzeczne z założeniami edukacji dziecka”. W opinii tej stwierdzono też, że wbrew Standardom edukacji seksualnej w Europie WHO „W przedstawionym programie zdecydowanie brak jest skierowania należytej uwagi na umacnianie własnej tożsamości płciowej dzieci.”. W liście otwartym 41 organizacji pozarządowych skierowanym do przewodniczącego Komitetu Nauk Pedagogicznych PAN, profesora pedagogiki Bogusława Śliwerskiego opinia na temat programu została skrytykowana, a jej autorce zarzucono nieuczciwość i manipulację. Przewodniczący Komitetu Nauk Pedagogicznych PAN zwrócił uwagę, że kierowana przez niego instytucja nie zajmuje się kwestiami ideologicznymi. Opinii poradnika dokonano na prośbę, a przedstawiony poradnik został sfinansowany ze środków publicznych. Profesor podkreślił także, że pracownicy KNP PAN nie sporządzają recenzji zgodnych z oczekiwaniami jakichkolwiek organizacji.
Środowiska o charakterze chrześcijańskim (określane przez oponentów jako fundamentalistyczne) i prawicowe negują „teorię gender”, i starają się stawiać opór wobec polityki antydyskryminacyjnej Unii Europejskiej, przypisując „teorii gender” zrównywanie mężczyzn i kobiet wbrew fundamentalnym różnicom biologicznym, likwidację tożsamości płciowej, znoszenie tego, co zwolennicy teorii gender nazywają „przymusową heteroseksualnością”, a także nadmierną seksualizację dzieci i młodzieży oraz szkodzenie rodzinie. Polski arcybiskup Józef Michalik oskarżył wszechobecną pornografię oraz promocję „ideologii gender” o powodowanie zachowań pedofilnych u dorosłych.
W Polsce sprzeciw części rodziców wywołał projekt „Szczęśliwa 15”, realizowany w przedszkolach w Rybniku. Rodziców zaniepokoiły powtarzające się pytania dzieci powracających z przedszkoli, między innymi dotyczące ubierania się chłopców w sukienki. Część rodziców zrezygnowała z udziału ich dzieci w projekcie, co spowodowało skreślenie ich dzieci z listy wychowanków przez dyrekcję przedszkola. Projekt ma według zwolenników na celu uczenie dzieci, że kobiety i mężczyźni mają równe prawa. Przeciwnicy oskarżają projekt o „propagowanie ideologii gender”, która „podważa wartość, funkcje i prawa rodziny, stwarzając zagrożenie dla tożsamości człowieka”.
W liście do katolików na pierwszą niedzielę adwentu 2013 episkopat rzymskokatolicki Słowacji dokonał krytyki gender stwierdzając iż „ideologia gender jest gorsza od ateizmu”, natomiast w liście do wiernych na Niedzielę Świętej Rodziny 29 grudnia 2013 episkopat rzymskokatolicki Ukrainy przestrzegł przed katastrofalnymi konsekwencjami ideologii gender jako teorii sprzecznej z Bożym planem i prawem naturalnym. Z tej samej okazji list pasterski Episkopatu Polski w Polsce dotyczył kwestii gender. Biskupi są zdania, że „gender jest ideologią o marksistowskich korzeniach”, która „promuje zasady całkowicie sprzeczne z rzeczywistością i tradycyjnym pojmowaniem natury człowieka” i napisali, że jej „niebezpieczeństwo” wynika „z głęboko destrukcyjnego charakteru zarówno wobec osoby, jak i relacji międzyludzkich, a więc całego życia społecznego”. W odpowiedzi na list, Barbara Limanowska, współtwórczyni La Strady i konsultantka ONZ i OBWE w dziedzinie przeciwdziałania handlowi ludźmi, praw kobiet i polityki genderowej, stwierdziła, że gender nie jest ideologią, a teorią naukową, a Agnieszka Kozłowska-Rajewicz, pełnomocnik rządu ds. równego traktowania, podkreśliła, że określenie „ideologia gender” jest „terminem wymyślonym przez Kościół” i stanowi wroga, „który po prostu nie istnieje”.
Według raportu European Parliamentary Forum for Sexual and Reproductive Rights, w latach 2009–2018 Fundacja Lux Veritatis wydała 83 miliony euro na „działalność przeciw gender” [sic]: czwarte miejsce na liście sponsorów.